# 2020年尼日利亞抗議
2020年尼日利亞抗議（End Special Anti-Robbery Squad，簡稱End SARS或#EndSARS）是2020年10月發生在尼日利亚的一場該國人民反对警察暴力的社会运动。示威群眾呼吁當局解散特别反抢劫行动队（SARS），这是尼日利亚一支备受争议的警察特种部队，特别反抢劫行动队被指控长期滋擾、恐嚇和虐待尼日利亞人民。
早在2017年，尼日利亞人民就在Twitter上發佈帶有#ENDSARS的主题标签的推文，要求尼日利亚政府解決特别反抢劫行动队引發的暴力問題。2020年10月，反對特别反抢劫行动队的運動捲土重來，尼日利亚的主要城市均发生大规模示威活动。同時尼日利亚人還在推特上分享有關特别反抢劫行动队成员在尼日利亚从事绑架、谋杀、盗窃、强奸、施加酷刑、非法逮捕、侮辱、非法拘留，法外处决和勒索的事跡和视频。2020年10月11日，尼日利亞當局宣佈解散特别反抢劫行动队。但是有许多人指出，其實尼日利亞當局近年来也做出過类似的承诺，但並未兌現。而此次尼日利亞當局只是將特别反抢劫行动队的負責人調整至其他部門，而不是完全将其撤职。因此抗议活动繼續進行，尼日利亚政府選擇暴力镇压示威者，有示威者在衝突中喪生。
2020年10月19日，示威者袭击了两所位于贝宁城的监狱，导致约2000名囚犯越狱。由於示威持續，10月20日起，拉各斯州实施24小时戒严。